# Erythrodes tetrodonta
Erythrodes tetrodonta är en orkidéart som beskrevs av Paul Ormerod. Erythrodes tetrodonta ingår i släktet Erythrodes och familjen orkidéer. Inga underarter finns listade i Catalogue of Life.